# Inage-ku (Chiba)
Inage-ku (稲毛 Inage-ku?) es uno de los seis barrios de la ciudad de Chiba, Japón. Hasta el 1 de agosto de 2011 tenía una población estimada de 157.463 habitantes y una densidad de 7,410 personas por metro cuadrado. La superficie total del barrio es de 21,25 km².